# Теријака (Изернија)
Теријака је насеље у Италији у округу Изернија, региону Молизе.
Према процени из 2011. у насељу је живело 83 становника. Насеље се налази на надморској висини од 711 м.